# Ordre des avocats de Guinée
L'ordre des avocats de Guinée est une institution regroupant l'ensemble des avocats de Guinée.

## Historique
Boubacar Sow est le Secrétaire général du Conseil de l'ordre.

## Listes des bâtonniers depuis 2022
| N° | Prénoms et nom         | Début           | Fin      |
| -- | ---------------------- | --------------- | -------- |
| 01 | Me Djibril Kouyaté     |                 | 2022     |
| 01 | Me Mamadou Souaré Diop | 6 janvier 2023, | En cours |
|    |                        |                 |          |